# Гунгунум
Гунгунум (аккад. Gu-un-gu-nu-um) — царь Ларсы, Шумера и Аккада, правил приблизительно в 1933 — 1906 годах до н. э. Сын Самиума, брат Забайи.

## Царствование
Как и имена предыдущих царей Ларсы имя Гунгунум является аморейским и происходит от слова гунгун, переводящемся как «защита», «оборона» или «укрытие».

### Гунгунум и Липит-Иштар
В правление царя Исина Липит-Иштара в 1933 году до н. э. Гунгунум объявил себя независимым царём Ларсы, но приход к власти Гунгунума не носил характера восстания против Исина и отпадения от него. Гунгунум действительно пользовался собственными датировочными формулами, вместо формул Исина или, по крайней мере, был первым из властителей Ларсы, чьи датировочные формулы включались позже в официальные списки. Мало того, он вёл активную культовую деятельность в Ларсе и активную военную политику: известны его походы в 3-й год правления (около 1931/1930 года до н. э.) против Башими (Мишими) и в 5-й год (около 1929/1928 года до н. э.) в далёкий Аншан (или Анчан) в Эламе. Однако как фактический властитель Лагашского нома он мог принимать такие походы, быть может, и не выходя из под номинального верховенства Исина. Дочь Ишме-Дагана, некая Эн-Анатума оставалась верховной жрицей-энтум в Уре, хотя и посвящала надписи «за жизнь (то есть во здравие) Гунгунума», а не во здравие своего брата Липит-Иштара. Ещё в 1930 году до н. э. в урских храмах строил Липит-Иштар и, по-видимому, даже и позже здесь велись большие работы по повелению непосредственно жрицы Эн-Анатумы. Но в 1925 году до н. э. незадолго до смерти Липит-Иштара Гунгунум уже решился не только сам начать храмовое строительство в Уре, но и назвать по этому строительству свою следующую датировочную формулу.

### Гунгунум и Ур-Нинурта
В 1924 году до н. э. в Исине был свергнут Липит-Иштар. Новый исинский царь Ур-Нинурта, по-видимому, не был родственником бывшего царя. Около этого же времени Гунгунум отважился уже принять титул «царь Шумера и Аккада». При этом он, очевидно, всё же стремился создать видимость законного преемства власти, и когда в 1921 году до н. э. умерла Эн-Анатума, на её место Гунгунум возвёл не свою дочь, а дочь покойного Липит-Иштара Эн-Нинсунзи, предназначенную для этого ещё при жизни своего родителя специальным обрядом «избрания жребием» (с помощью гадания по печени жертвенного козлёнка).
Гунгунуму удалось сохранить и с новым исинским царём Ур-Нинуртой столь добрые отношения, что тот в эти же годы мог посылать через владения Ларсы посвятительные дары в храм уже фактически потерянного им Ура. Видимо, Ур-Нинурта хотел иметь в усилившейся Ларсе союзника. Возможно, он и Гунгунум уже были союзниками по низвержению Липит-Иштара.

### Расширение царства на восток
Завоевательная политика Гунгунума была направлена в первую очередь на восток, в сторону Тигра и далее в Элам. Видимо, в ходе походов предпринятых в начале своего царствования, Гунгунуму удалось довольно прочно закрепиться в Эламе. Табличка, найденная в Сузах, помечена датировочной формулой 16-го года правления Гунгунума (1918/1917 год до н. э.). Соответственно, по крайней мере в этом году Сузы находились в зависимости от Ларсы. 19-й год правления Гунгунума (1915/1914 год до н. э.) отмечен походом на Малгиум, важный город на восточном берегу Тигра. Армия Малгиума была разгромлена и царь Ларсы возвёл в этой области укреплённый лагерь для контроля над горными проходами. Полностью под контролем Ларсы находился и ном Лагаш. Предпоследний и последний годы правления Гунгунума названы в честь прорытия канала около города Гирсу, древней столицы этого нома. При Гунгунуме царство Ларсы возобновило через Ур активную торговлю с Индией, правда, теперь уже не непосредственно с Мелуххой, а через перевалочный пункт в Дильмуне (Тильмуне), первые контакты с которой были налажены ещё при ранних царях Исина.

### Строительная и культовая деятельность
Гунгунум вёл активную деятельность и внутри своего государства. Большинство датировочных формул Гунгунума, начиная с первых лет правления, говорят о культовых и храмостроительных мероприятиях в Ларсе, где он уделял большое внимание главному богу этого города Шамашу. Начиная с 10-го года правления он также много строит в Уре, прославляя Сина, верховного божества этого древнего шумерского поселения. Много внимания Гунгунум уделял и оборонительной деятельности. В Уре он соорудил великолепные входные ворота (20 год правления), Ларса была обнесена крепостной стеной (21 год), где-то на границе с Исином выстроен город Дуннум, впоследствии игравший большую роль в раздорах между двумя этими царствами (22 год), построены грандиозные укрепления получившие название «Ворота Гештин-Анны» (23 год).
Так как в пяти из принадлежащих этому правителю датировочных формул упоминается строительство или расширение каналов, можно предположить, что он огромное внимание уделял ирригационному делу и развитию сельского хозяйства.
Согласно списку царей Ларсы правил Гунгунум 27 лет.

## Список датировочных формул Гунгунума
|                             | |
| 1 год 1933 / 1932 до н. э.  | Год, когда Гунгунум [стал] царём mu gu-un-gu-nu-um lugal |
| 2 год 1932 / 1931 до н. э.  | Год, когда [Гунгунум] приподнёс храму Уту две медные пальмы mu 2 giszgiszimmar urudu e2-dutu-sze3 i-ni-in-ku4-re |
| 3 год 1931 / 1930 до н. э.  | Год, когда Башими был разрушен mu ba-szi-miki ba-hul |
| 4 год 1930 / 1929 до н. э.  | Год после года, когда Башими был разрушен mu us2-sa ba-szi-miki ba-hul |
| 5 год 1929 / 1928 до н. э.  | Год, когда Аншан был разрушен mu an-sza-anki ba-hul |
| 6 год 1928 / 1927 до н. э.  | Год, когда [Гунгунум] избрал через примету эн-жрицу Уту mu en-dutu masz2-e in-pad3 |
| 7 год 1927 / 1926 до н. э.  | Год после года, когда [Гунгунум] избрал через примету эн-жрицу Уту mu us2-sa en-dutu masz2-e in-pad3 |
| 8 год 1926 / 1925 до н. э.  | Год, когда [Гунгунум] преподнёс храму Уту большую медную статую mu alan urudu gu-la e2-dutu-sze3 i-ni-in-ku4-re |
| 9 год 1925 / 1924 до н. э.  | Год, в котором эн-жрица Уту была избрана mu en-dutu ba-hun-ga2 |
| 10 год 1924 / 1923 до н. э. | Год, когда [Гунгунум] преподнёс в качестве подарка храму Нанны две великолепные эмблемы / пожертвовал паланкин mu giszszu-nir gal nesag-ga2 2-a-bi u3 giszgu-za kaskal e2-dnanna-sze3 i-ni-in-ku4-re                                                                 |
| 11 год 1923 / 1922 до н. э. | Год, когда [Гунгунум] сделал медную статую для Нанны, [представляющую царя] идущим mu alan urudu gir3-tab-ba dnanna-ra mu-un-na-an-dim2 |
| 12 год 1922 / 1921 до н. э. | Год после года, когда [Гунгунум] сделал медную статую для Нанны, [представляющую царя] идущим mu us2-sa alan urudu gir3-tab-ba dnanna-ra mu-un-na-an-dim2 |
| 13 год 1921 / 1920 до н. э. | Год, в котором Эн-Нинсунзи была избрана эн-жрицей Нин-gublaga mu en-nin-sun2-zi en-dnin-gublaga ba-hun-ga2 |
| 14 год 1920 / 1919 до н. э. | Год, когда [Гунгунум] преподнёс в храм Нанна медную статую, [представляющих его] идущим mu alan urudu gir3-tab-ba du-a e2-dnanna-sze3 i-ni-in-ku4-re |
| 15 год 1919 / 1918 до н. э. | Год, когда [Гунгунум] вырыл канал Аннепадда (буквально «Избранный Ану») mu e gu2 id2-an-ne2-pad3-da in-si-ga |
| 16 год 1918 / 1917 до н. э. | Год, когда храм Инанны в Ларсе был построен mu e2-dinanna sza3 larsaki-ma ba-du3 |
| 17 год 1917 / 1916 до н. э. | Год, когда арык канала Имгур-Син (буквально «Любимый Сином») был вырыт mu e id2-im-gur-den.zu in-si-ga |
| 18 год 1916 / 1915 до н. э. | Год, когда храм Лугаль-кидуна был построен mu e2-dlugal-ki-du9-na ba-du3 |
| 19 год 1915 / 1914 до н. э. | Год, когда по повелению Ана, Энлиля и Нанна [армия] Малгиума была поражена оружием и Эданна-лагерь был построен на пересечении горных проходов mu inim an den-lil2 dnanna-ta ma-al-gi4-a gisztukul ba-ab-sig3 u3 e2-danna bi2-in-gi-na u3 id2-kur-ra ka-bi ba-an-dib |
| 20 год 1914 / 1913 до н. э. | Год, когда великолепные ворота Ура были выстроены mu abul mah ur2iki-ma ba-du3 |
| 21 год 1913 / 1912 до н. э. | Год, когда Великая стена города Ларсы была построена mu bad3 gal larsaki-ma ba-du3 |
| 22 год 1912 / 1911 до н. э. | Год, когда город Дуннум и канал Ишартум были построены mu du-un-nu-umki u3 id2-i-szar-tum ba-du3 |
| 23 год 1911 / 1910 до н. э. | Год, когда большие укрепления, [так называемые] Ка-Гештин-Анна (буквально «Ворота Гештин-Анна») были построены Гунгунумом mu bad3 gal ka2-dgesztin-an-na gu-un-gu-nu-um ba-du3                                                                                       |
| 24 год 1910 / 1909 до н. э. | Год, когда храм Нин-Исины в Ларсе был построен mu e2-dnin-i3-si-inki-na larsaki-ma ba-du3 |
| 25 год 1909 / 1908 до н. э. | Год, когда святилище Эшитум/Эгинабтум для Нанны в Уре было построено mu e2-szutum2 / e2-gi-na-ab-tum ku3 dnanna sza3 ur2iki-ma ba-du3 |
| 26 год 1908 / 1907 до н. э. | Год, когда [Гунгунум] сделал серебряные статуи для Нанны mu alan ku3-babbar dnanna-ra mu-na-an-dim2 |
| 27 год 1907 / 1906 до н. э. | Год, когда канал Гирсу, [названный] «Изобилие Бабы», был вырыт mu id2-dba-ba6-he2-gal2 / id2-dba-ba6-ri-sza-at id2 gir2-suki ba-ba-al |
| 28 год 1906 / 1905 до н. э. | Год после года, когда канал Гирсу, [названный] «Изобилие Бабы», был вырыт mu us2-sa id2-dba-ba6-he2-gal2 id2 gir2-suki ba-ba-al |